# Восход (Торжокский район)
Восход — деревня в Торжокском районе Тверской области России. Входит в состав сельского поселения Мирновское.

## История
В 1965 г. Указом Президиума ВС РСФСР деревня Свининкино переименована в Восход.

## Население
| 1996 | 2002 | 2008 | 2010 |
| ---- | ---- | ---- | ---- |
| 136  | ↘133 | ↗140 | ↘130 |